# アカクビワラビー
アカクビワラビー（Notamacropus rufogriseus）は双前歯目カンガルー科カンガルー属に属する有袋類である。

## 分布
オーストラリア南東部のクイーンズランド州ロックハンプトン以南、ニューサウスウェールズ州東部、ビクトリア州およびタスマニア（バス海峡諸島を含む）。分布域内での生息地は、おもにユーカリなどの硬葉樹林の疎林や、灌木地帯、海岸地帯のヒース。タスマニアでは森林地帯にも生息する。

## 分類
2亜種が確認されている。
- M. r. banksianus (Quoy & Gaimard, 1825)：アカクビワラビー。大陸亜種。
- M. r. rufogriseus (Desmarest, 1817)：ベネットワラビーとも呼ばれる。タスマニアに分布する。基亜種。

## 形態
大陸亜種はオスで頭胴長770-888mm、尾長703-876mm、体重15-23.7kg、メスで頭胴長708-837mm、尾長664-790mm、体重12-15.5kgで、オスの方がメスよりも大きい。また、タスマニア亜種はオスで頭胴長712-923mm、尾長691-862mm、体重15-26.8kg、メスで体長659-741mm、尾長623-778mm、体重11-15.5kgで、やはりメスよりもオスの方が大きい。
体色は全体的に赤茶色から灰褐色で、首の周りは体色よりも赤みを帯び、また全身に白い毛が白髪のように混ざる。腹部から喉にかけて白色。また、上唇上部に白色の線が入る。手足の先端および鼻は黒色。タスマニア亜種は大陸亜種よりも暗色で首の周りの赤色はほぼない。

## 生態

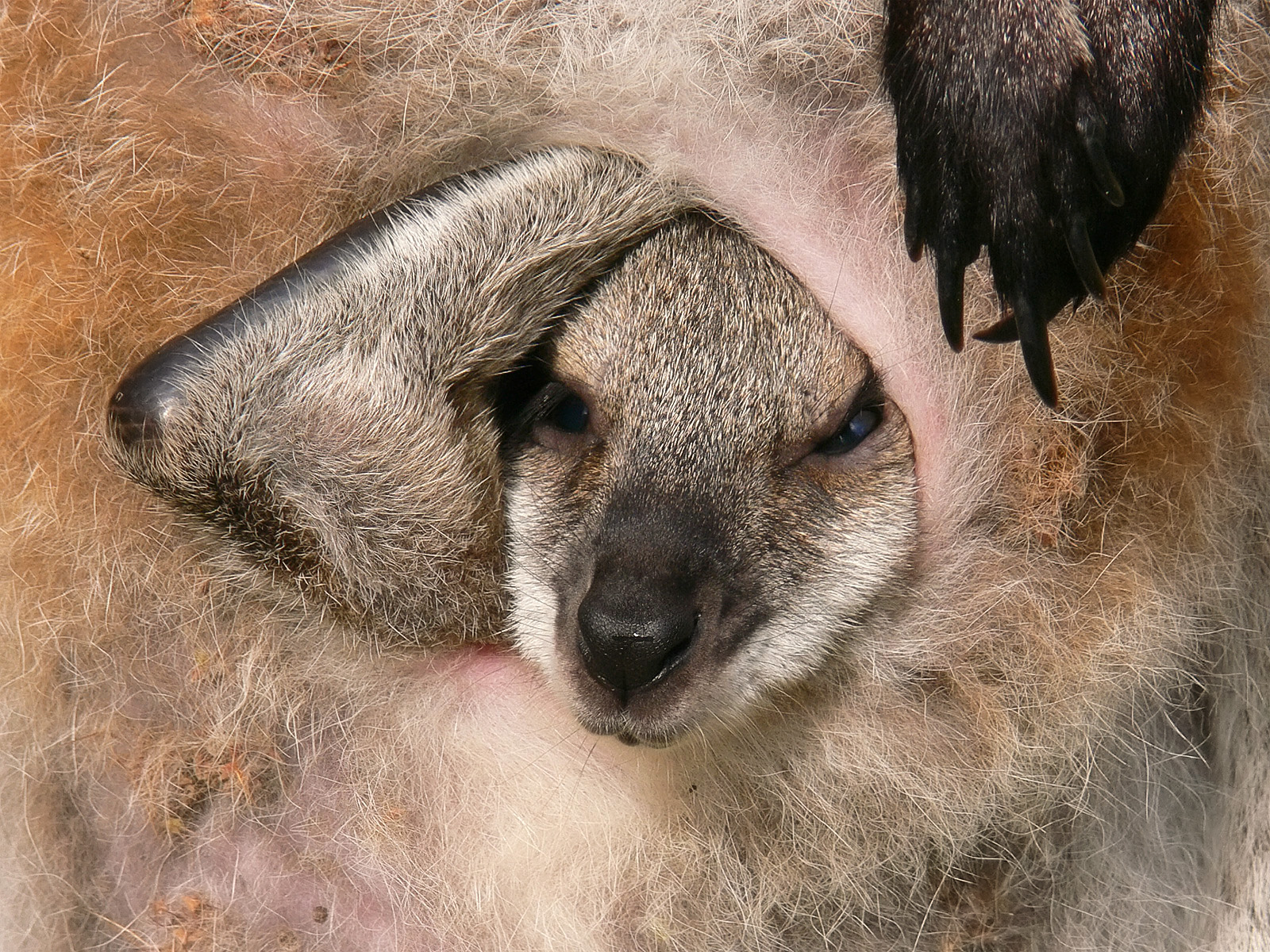
育児嚢の中の子供

朝や夕方に行動が活発になる薄明薄暮性で、主に単独性であるが、採餌の際には群れになることがある。食性は草食性で、草本植物、果実などを食べる。林や森林の林縁部の草地で採食することが多い。
繁殖期は大陸亜種は一年中であるが夏に多く、またタスマニア亜種は12月から7月にかけて。両亜種ともに、妊娠期間は約30日間であり、新生児は自力で母親の育児嚢までたどり着き、乳首を探す。子供は約280日間で育児嚢から出るようになり、徐々に草を食べ始め、12-17ヶ月で乳離れをする。その後、オスは約24ヶ月以内に母親の行動圏から出て行くが、メスは同じ地域に残ることが多い。
外敵はディンゴやキツネ、猛禽類などで、特に母親のそばにいる幼獣が狙われやすい。

## 移入種問題
スコットランドのアーガイル・アンド・ビュート地域ローモンド湖内にあるInchconnachan島においてアカクビワラビーの小さな群れが存在する。1975年ホィップスネイド野生動物園により２つがいが見つけられ、1993年までに26個体に増加した。
イングランドにはいくつかの小さな個体群が存在していた。カンブリアのピーク・ディストリクトおよびイースト・サセックスのアッシュダウン・フォレストである。1900年に導入され、現在はこの個体群は存在していないとされるが、いまだに目撃情報が寄せられる。
フランスでは、パリの西50kmの所にある、ランブイエの森南部において、約30個体のアカクビワラビーが生息している。この個体群はÉmancéにある動物園から嵐のあとに数個体が逃げ出した1970年代以来より存在している。
1870年代、ニュージーランドのクライストチャーチへタスマニアから輸送された。飼育されていた2頭のメスと1頭のオスは、後にワイマテの最初のヨーロッパ人入植者の土地であるテ・ワイマテ周辺に逃がされた。1874年に、ハンターズ・ヒルで確認されており、後にこの個体群は急激に増加した。現在は、ハンターズ・ヒルを中心にトゥー・サム山地、カークリストン山地およびザ・グラピアンズ周辺の約350,000haの地域に分布している。これらの個体群のいくつかは現在、害獣として扱われている。